# Kamysjlov
Kamysjlov (Russisch: Камышлов, Kamysjlov) is een Russische stad ten oosten van de Oeral in de Centrale Oeral aan de rivier de Pysjma (stroomgebied van Ob) op 136 kilometer ten oosten van Jekaterinenburg. Het is het bestuurlijk centrum van het district Kamysjlovski. Op 7 kilometer ten westen ligt het balneoklimatologisch kuuroord Oboechovo.

## Geschiedenis
De plaats werd gesticht in 1667 als een Russische ostrog genaamd Kamysjevski aan de rivier de Kamysjlovka (zijrivier van Pysjma). De naam komt uit het Tataars (камышовая). In 1687 werd het een nederzetting en werd het hernoemd tot Kamysjlovskaja sloboda (nederzetting Kamysjlov). Halverwege de 18e eeuw werd de Siberische Trakt aangelegd door de plaats. In 1781 kreeg de plaats de stadstatus en de huidige naam Kamysjlov. In 1781 werd het een district van Perm en in 1797 werd het onderdeel van het gouvernement Perm. Aan het einde van de 19e eeuw was het een handelsplaats met een broodmarkt. De beroemde Russische schrijver Pavel Bazjov woonde er tussen 1914 en 1923 en de dichter Stepan Sjtsjipatsjev werd in de omgeving van de stad geboren.

## Economie
De plaats heeft een onderhoudsbedrijf voor de Russische spoorwegen en fabrieken voor bouwmaterialen en elektrotechniek (Oeralizoljator), metaalbewerking en machines voor de wegenbouw (Leskozmasj), confectie, conserven en een kippenslachterij.

## Demografie
| Ontwikkeling van het inwoneraantal |       |       |        |        |        |        |        |
| Jaar                               | 1897  | 1926  | 1959   | 1970   | 1979   | 1989   | 2002   |
| Bevolking                          | 8.100 | 9.900 | 30.100 | 30.800 | 31.900 | 33.500 | 28.900 |